# 絃瀬聡一
絃瀬 聡一（いとせ そういち、2001年6月11日 - ）は、日本の俳優。福岡県出身。ホリプロ所属。

## 略歴
高校2年生の頃、TikTokへの投稿を機にダイレクトメッセージを通じてスカウトをされるようになる。その中に、ホリプロが主催する「HORIPRO MEN’S STAR AUDITION」のメッセージがあり、オーディションを受けることになった。2019年1月、「HORIPRO MEN’S STAR AUDITION」のファイナリストに選出される。同年4月、『集団左遷!!』（TBS）の主人公の息子役にオーディションで選ばれ、俳優デビュー。

## 人物
特技は、韓国語、英語。
趣味は、釣り。
中学校・高校の頃は、陸上競技をおこなっていた。
憧れの俳優は、佐藤健。

## 出演

### テレビドラマ
- 集団左遷!!（2019年4月21日 - 6月23日、TBS） - 片岡裕太 役[6]
- ラウンドちゅうごく「二つの戦争を生き延びて〜ある“原爆孤児”の戦後〜」（2019年8月2日、NHK広島〈中国地方〉）[2]
- 下剋上球児（2023年10月15日 - 12月17日、TBS） - 紅岡祥悟 役[11]
- Eye Love You（2024年1月23日 - 3月26日、TBS） - 相原虎太郎 役[12]
- 東京サラダボウル（2025年1月7日 - 3月4日、NHK総合） - シウ 役[13]
- クジャクのダンス、誰が見た?（2025年1月24日 - 3月28日、TBS） - 秋貞隆雄 役[14]
- 年下童貞くんに翻弄されてます（2025年4月25日 - 6月13日、毎日放送） - 杉本洸紀 役[15]
- 浅草ラスボスおばあちゃん（2025年7月5日 - 、東海テレビ・フジテレビ） - パク 役[16]

### CM
- BRAUN 電気シェーバー シリーズ9（2024年9月 - ）[17]